# Lac Leon
Pour les articles homonymes, voir Leon.
 (avril 2020).
Le lac Leon (en anglais : Lake Leon) est un lac de barrage américain dans le comté d'Eastland, au Texas. Il relève du bassin versant du Brazos par la Little River.